# 美國陸軍第45步兵師
第45步兵師（英語：45th Infantry Division）是美國陸軍隸屬奧克拉荷馬州陸軍國民警衛隊的步兵師，曾參與第二次世界大戰以及韓戰

## 博物館
第45步兵師博物館位於奧克拉荷馬市，是美國最大的國營軍事歷史博物館，展覽了關於奧克拉荷馬州和第45步兵師的軍事歷史。博物館展出了從1941年到「沙漠風暴」期間的所有藏品，其中包括美國第三大的歷史性美國軍用槍支收藏，以及世界上最大的有關於阿道夫·希特勒的物品收藏。還包括二戰時期漫畫家比爾莫爾丁 (Bill Mauldin) 創作的大量漫畫集，他曾在戰爭期間服役。